# 써커 펀치
《써커 펀치》(영어: Sucker Punch)는 2011년 개봉한 미국의 영화로, 잭 스나이더 감독의 작품이다. 양아버지에 의해 정신병원에 갇히게 된 소녀 '베이비돌'이 그곳에서 만난 친구들과 탈출의 열쇠를 찾아 임무를 수행한다는 내용의 판타지 액션 영화이다. 베이비돌 역의 에밀리 브라우닝을 비롯해 애비 코니시, 제나 멀론, 버네사 허진스, 제이미 정이 다섯 명의 여전사를 연기한다. 제목 '써커 펀치'는 '불시에 날리는 일격'을 뜻한다.
2011년 3월 25일 미국 극장에 개봉하였고 4월 7일 대한민국에 개봉하였다.

## 출연진
- 에밀리 브라우닝/정윤정 (성우) - 베이비 돌
- 애비 코니시/양정화  - 스위트 피
- 제나 멀론 - 로켓
- 버네사 허진스 - 블론디
- 제이미 정 - 앰버
- 칼라 구지노 - 베라 고스키
- 오스카 아이작 - 블루 존스
- 존 햄 - 박사
- 스콧 글렌 - 현자